# L'Ange de la maison (film, 1913)

L'Ange de la maison est un film muet français réalisé par Léonce Perret et sorti en 1913.

## Fiche technique
- Réalisation : Léonce Perret
- Chef-opérateur : Georges Specht
- Société de production et de distribution : Société des Établissements L. Gaumont
- Format : Muet - Noir et blanc - 1,33:1 - 35 mm
- Pays d'origine : France
- Genre : Film romantique
- Date de sortie : France : 1er novembre 1913

## Distribution
- Suzanne Privat : Fanette
- Léonce Perret : Léonce
- Suzanne Le Bret : Blanche d'Épi d'or
- Armand Dutertre : le pasteur
- Angèle Lérida : la mère